# Ballarat International 2003
Die Ballarat International 2003 im Badminton fanden vom 1. bis zum 3. August 2003 in Victoria statt.

## Sieger und Platzierte
| Disziplin    | Gold                                  | Silber                          | Bronze                        |
| ------------ | ------------------------------------- | ------------------------------- | ----------------------------- |
| Herreneinzel | Toru Matsumoto                        | Sho Sasaki                      | Yuichi Ikeda                  |
| Herreneinzel | Toru Matsumoto                        | Sho Sasaki                      | Yousuke Nakanishi             |
| Dameneinzel  | Chie Umezu                            | Maiko Naka                      | Susan Wang                    |
| Dameneinzel  | Chie Umezu                            | Maiko Naka                      | Renuga Veeran                 |
| Herrendoppel | John Gordon Daniel Shirley            | Ashley Brehaut Travis Denney    | Tsuyoshi Fukui Shintaro Ikeda |
| Herrendoppel | John Gordon Daniel Shirley            | Ashley Brehaut Travis Denney    | Sho Sasaki Shinji Shinkai     |
| Damendoppel  | Yoshiko Iwata Miyuki Tai              | Jane Crabtree Kate Wilson-Smith | Jiang Yanmei Li Yujia         |
| Damendoppel  | Yoshiko Iwata Miyuki Tai              | Jane Crabtree Kate Wilson-Smith | Renuga Veeran Susan Wang      |
| Mixed        | Sara Runesten-Petersen Daniel Shirley | Travis Denney Kate Wilson-Smith | Raj Veeran Renuga Veeran      |
| Mixed        | Sara Runesten-Petersen Daniel Shirley | Travis Denney Kate Wilson-Smith | Chris Dednam Antoinette Uys   |